# Gapa Garu
Gapa Garu is een bestuurslaag in het regentschap Nagan Raya van de provincie Atjeh, Indonesië. Gapa Garu telt 171 inwoners (volkstelling 2010).